# Gerald Soliday
Gerald Lyman Soliday (* 25. November 1939 in Wooster (Ohio), USA) ist ein US-amerikanischer Historiker und Professor an der University of Texas at Dallas. Sein Forschungsgebiet umfasst vor allem sozialgeschichtliche Themen der Frühen Neuzeit in Deutschland, besonders am Beispiel von Marburg.

## Leben
Soliday wurde als Sohn von Vaughn G. und Mary A. Soliday geboren. An der Ohio State University in Columbus erwarb er 1961 den Bachelor Master of Arts in Geschichte. 1969 wurde er an der Harvard University zum Doktor der Philosophie promoviert. Von 1968 bis 1976 war er als Assistant Professor an der Abteilung für Geschichte der Brandeis University in Waltham (Massachusetts) tätig, von 1976 bis zu seiner Emeritierung 2006 als Associate Professor an der University of Texas at Dallas.
Er veröffentlichte in den USA und in Deutschland Bücher, zahlreiche Aufsätze und Rezensionen zu – vorwiegend deutschen – sozialgeschichtlichen Themen der frühen Neuzeit, vielfach am Beispiel der Stadt Marburg.
Seit der Emeritierung führt er sein Projekt Social History of Marburg, Germany, 1648–1806 weiter, auch durch Forschungsaufenthalte in Marburg. Die Ziele und Methoden dieses langfristigen Vorhabens skizzierte er bereits 1977.
Auf seine Initiative geht eine Partnerschaft zwischen der Philipps-Universität Marburg und der University of Texas at Dallas zurück, die 1998 offiziell vereinbart wurde.
Er ist verheiratet mit Elke M. Fuss Matijevich und hat zwei Kinder.

## Veröffentlichungen (Auswahl)
- (Mitherausgeber und zwei Beiträge): A Select Bibliography of History, published by the Henry Adams History Club, Harvard University 1966.
- A Community in Conflict: Frankfurt Society in the Seventeenth and Early Eighteenth Centuries. University Press of New England for the Brandeis University Press 1974.
- Marburg in Oberhessen: ein Forschungsbericht, in: Historische Demographie als Sozialgeschichte, hrsgg. von Arthur E. Imhof (Darmstadt und Marburg 1975), S. 1017–1028.
- Marburg in Upper Hesse: A Research Report, in: Journal of Family History 2 (1977), S. 164–168.
- (Hauptherausgeber und ein Beitrag): The History of Kinship and the Family: A Select International Bibliography. Millwood, New York.
- Städtische Führungsschichten in Marburg 1560–1800, Marburger Geschichte: Rückblick auf die Stadtgeschichte in Einzelbeiträgen. Hrsgg. von Erhart Dettmering and Rudolf Grenz. Marburg 1980, S. 345–352, Nachdruck Marburg 1982.
- Aus schlechten Christen werden gemeiniglich auch schlechte Unterthanen: Die Schulbildung der Marburger Handwerker in der frühen Neuzeit, in: Hessisches Jahrbuch für Landesgeschichte 43 (1993), S. 107–137.
- The Jews of Early Modern Marburg, 1640s–1800: A Case Study in Family and Household Organization, in: History of the Family 8 (2003), S. 495–516.
- Frankfurt am Main, in: Encyclopedia of Early Modern Europe, hrsg. von Jonathan Dewald et al. (6 Bände), New York 2004, Bd. 2., S. 456–457.
- Hesse, Landgraviate ebd., Bd. 3. S. 165–167.
- Die Marburger Juden in der Frühen Neuzeit (1640–1800): Eine Fallstudie in Familien- und Haushaltsorganisation, in: Hessisches Jahrbuch für Landesgeschichte 58 (2008), S. 1–25.
- Die Marburger Studentenschaft und die hessische Bildungspolitik im 18. Jahrhundert, in: Hessisches Jahrbuch für Landesgeschichte 61 (2011), S. 59–86.
- Die Marburger Stadtschule als Vor- und Zubringerschule: Eine sozialgeschichtliche Studie, in: Mehr als Stadt. Land, Fluss: Festschrift für Ursula Braasch-Schwersmann (2020), S. 227–231.
- Zünfte und Gemeinde: Die Gemeine Bürgerschaft in der Universitätsstadt Marburg des 18. Jahrhunderts, in: Marburg. Strukturen und Lebenswelten vom Mittelalter bis zur Neuzeit (2022), S. 267–308.

## Auszeichnungen und Förderungen, Mitgliedschaften
- Forschungsstipendien der Alexander-von-Humboldt-Stiftung 1972–1980
- Publikationsförderung des National Endowment for the Humanities 1976–1979
- Forschungsförderung des National Endowment for the Humanities 1985–1986
- Mitglied der Conference Group Central European History in der American Historical Association (Präsident 1997–1998)
- Historische Kommission für Hessen (aufgenommen 1983 als wissenschaftliches Mitglied)
- German Studies Association (Mitglied des Program committee 1981–1983)
- Phi Beta Kappa und Phi Alpha Theta (Honor Society für Historiker)